# Joachim Friedrich von Leckow
Joachim Friedrich von Leckow (* 1703 in der Neumark; † 31. Oktober 1774 auf Gut Lekow) war ein preußischer Generalmajor und Kommandeur des Infanterieregiments Nr. 2.

## Leben

### Herkunft
Seine Eltern waren Georg Adrian von Leckow (1663–1743) und dessen Ehefrau Eleonore, geborene von Weber aus dem Haus Größin. Seine Brüder waren zum Teil auch beim Militär. Johann Georg war Oberstleutnant und Kommandeur des Forts Preußen an der Neiße, Friedrich Wilhelm war ebenfalls Oberstleutnant und Ritter des Ordens Pour le Mérite sowie Begründer der Linie in Schlesien. Christian Reinhardt (1705–1777) wurde Erbherr von Lekow und blieb der Landwirtschaft treu.

### Militärkarriere
Leckow wurde am 26. Januar 1726 Fähnrich in Infanterieregiment „von Röder“, avancierte am 26. Mai 1733 zum Sekondeleutnant und stieg bis Dezember 1758 zum Oberst und Regimentskommandeur auf. Er hatte bereits in den ersten zwei Schlesischen Kriegen gekämpft. Während des Siebenjährigen Krieges wurde er in der Schlacht bei Zorndorf am 25. August 1758 schwer verwundet und geriet am 21. November 1759 bei Meißen trotz Gegenwehr in österreichische Gefangenschaft, in der er bis zum Frieden von Hubertusburg 1763 verblieb. Dennoch ernannte ihn König Friedrich II. während der Gefangenschaft am 8. Februar 1760 zum Generalmajor. Am 10. Februar 1765 erhielt Leckow wegen seiner schlechten Gesundheit den erbetenen Abschied mit einer Pension von 1000 Talern. Er zog sich auf sein Stammgut Leckow in der Neumark zurück, wo er am 31. Oktober 1774 starb.